# Divina Comedie
Divina Comedie (în italiană: Divina Commedia), cea mai cunoscută operă a lui Dante Alighieri, este totodată una dintre cele mai importante capodopere ale literaturii universale. Divina Comedie descrie coborârea lui Dante în Infern, trecerea prin Purgatoriu și ascensiunea în Paradis, pentru a termina cu apoteoza unirii lui cu Divinitatea. Deși continuă modul caracteristic al literaturii și stilului medieval (inspirație religioasă, tendință moralizatoare, limbaj bazat pe percepția vizuală și imediată a faptelor), poemul lui Dante tinde către o reprezentare amplă și dramatică a realității, departe de spiritualitatea tipică a epocii sale. 
Scrisă în dialect toscan, opera a exercitat o influență considerabilă asupra dezvoltării limbii și literaturii italiene. Inițial, Dante și-a intitulat poemul Commedia, în sensul că, după un început dramatic, opera are un final fericit (cum explică autorul însuși într-o scrisoare adresată lui Cangrande della Scala). Atributul de „divina” i-a fost acordat de Giovanni Boccaccio în biografia sa „Trattatello in laude di Dante”, ca un omagiu datorat extraordinarei ei frumuseți artistice, și apare pentru prima dată într-o tipăritură din 1555 a editorului venețian Ludovico Dolce.
Poemul a fost scris de Dante în timpul exilului său între 1304 și 1321, acțiunea este situată de autor în primăvara anului 1300, în săptămâna dinainte de Paște, când Dante înteprinde călătoria în „lumea de dincolo”. Este anul sfânt („Il Grande Giubileo”) instituit de Papa Bonifaciu al VIII-lea, socotit jumătatea duratei previzibile a lumii.

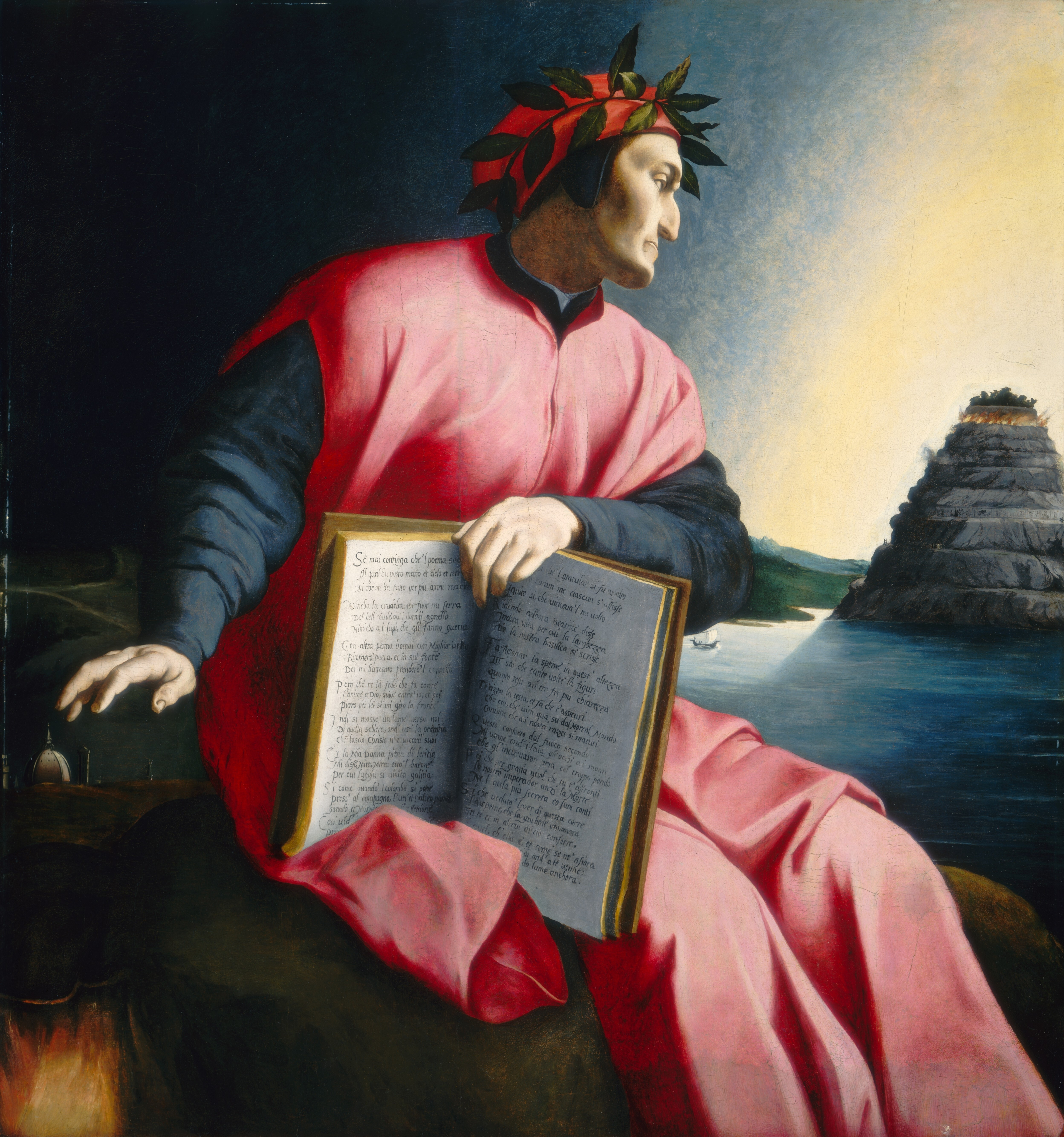
Dante privind muntele Purgatoriului
(Agnolo Bronzino, circa 1530)</br>

## Structura operei
Divina Comedie povestește călătoria lui Dante în cele trei lumi ale ,,vieții de apoi", în care se proiectează răul și binele lumii terestre, fiind condus la început de poetul Virgiliu, simbol al rațiunii, apoi de Beatrice, simbol al credinței. Poemul este compus din trei părți (trei cantiche: Inferno, Purgatorio, Paradiso), cuprinzând 100 de cânturi, 33 pentru fiecare parte, plus un cânt introductiv la începutul Infernului, și este scris în versuri endecasilabice grupate în „terține” („terza rima”). Iată primele trei terține (în traducerea lui Răzvan Codrescu):
Pe calea vieții-ajuns la jumătate, - A
mă regăsii într-o pădure obscură, - B
căci drumul drept lăsasem a-l străbate - A
Nu-i lesne, vai, a spune-n ce măsură - B
era de cruntă, deasă și-ncâlcită, - C
că și-azi tresar când gândul ei mă fură! - B
Cu prea puțin e moartea mai cumplită; - C
dar până-a spune cum am dat de bine, - D
voi depăna pățită cu pățită. - C
Structura de fond a operei corespunde fanteziei cosmologice medievale. Într-adevăr, călătoria în Infern și pe muntele Purgatoriului reprezintă traversarea întregii planete, în timp ce Paradisul este o reprezentare simbolică a cosmosului ptolemeic.

### Infernul

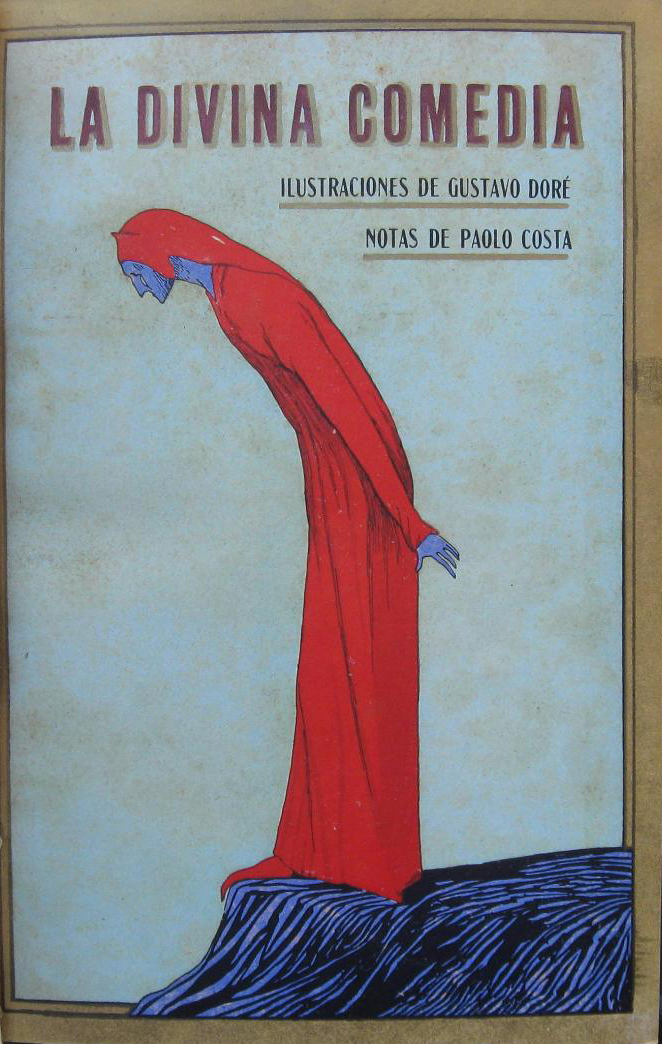
Divina Comedie, ediție spaniolă din 1921

Dante, rătăcit într-o pădure unde voia să ia o ramură pentru sărbătoarea Floriilor, se trezește la un moment dat înconjurat de o panteră, de un leu și o lupoaică. Cuprins de spaimă, îi vine o umbră în ajutor: este poetul Virgiliu, care îl va conduce prin Infern, singura posibilitate de a ieși din pădure.
Împreună coboară prin nouă cercuri concentrice,fiecare cerc fiind ocupat de diverse personaje celebre din istoria omenirii, în funcție de păcatele săvârșite, dar și de personalități contemporane, adversari personali sau persoane disprețuite, trimiși de Dante în Infern pentru a-și ispăși viciile. Pedepsele sunt descrise în ordine crescândă, cu cât se coboară în profunzimea iadului, care este și centrul pământului. Aici intalnesc de asemenea celebrul cuplu adulterin, Paolo si Francesca, sotia unui macelar care intr-un acces de furie si gelozie ii omoara pe amandoi. Această intamplare ii ofera lui Dante o viziune despre dragoste ca un sentiment ce continua si dupa moarte, aducandu-i in acelasi timp amaraciune pentru iubirea sa neimplinita. Astfel opera capata un caracter romantic, opus curentului tanar renascentist al perioadei istorice. Această parte a călătoriei se termină cu vederea lui Lucifer, chinuit într-un lac înghețat. De aici, vor ieși, urcând pentru a vedea din nou "cerul înstelat". Călătorind în lumea fantastică a morților, Dante duce cu sine toate sentimentele și pasiunile celor vii, trage după el - cum s-a scris - tot pământul.

### Purgatoriul
Dante și Virgiliu ajung pe cealaltă parte a pământului, în fața muntelui Purgatoriului, pe culmile căruia sălășuiesc sufletele morților care se căiesc de păcatele făcute în viață. Muntele este împărțit în șapte cercuri, după tipul viciilor avute (mânie, avariție, lăcomie etc.) și durata timpului de căință. Rugăciunile celor vii pe pământ îi pot ajuta să iasă mai curând din Purgatoriu. Și aici se regăsesc persoane cunoscute lui Dante, pentru care arată bunăvoință, cum ar fi prietenii săi din cercul "dolce stil nuovo" sau marii artiști ai trecutului. În vârful muntelui se găsește Paradisul terestru, care are aspectul unei păduri populată de figuri alegorice. Purgatoriul este o altă ipostază a personalității umane care prevestește zorile Renașterii.

### Paradisul
Ajunși în Paradisul terestru, Virgiliu îl părăsește și se întoarce în Infern. Din acest moment, Dante va fi călăuzit de Beatrice, instrumentul voinței divine. Paradisul, în opoziție cu Infernul, este construit din nouă cercuri orientate spre înălțime. Aici este sălașul celor fără de păcate, al sfinților. Fiecare cerc corespunde unuia din corpurile cerești cunoscute în acea vreme: Luna, Mercur, Venus, Soarele, Marte, Jupiter, Saturn, dominate de cerul stelelor fixe. La sfîrșitul călătoriei Beatrice îl părăsește și Dante, ghidat de Sfântul Bernardo, adresează o rugăciune Sfintei Fecioare. Artistul se contopește cu Dumnezeu, simbolul "Iubirii care pune în mișcare cerul și stelele". Dacă în descrierea Infernului și Purgatoriului Dante a avut unele puncte de sprijin, în Paradis el este unicul creator. Tradiția Paradisului nu exista în literatură și fantezia dantescă a creat-o din propriile resurse, realizând un vers fluid și de infinită gamă muzicală, corespunzător iradierii oceanului de lumină a Paradisului.

## RăsunetulDivinei Comedii
Opera lui Dante a devenit în scurt timp celebră. Florența lui Lorenzo De Medici din secolul al XV-lea dezvoltase un adevărat cult pentru Dante. Unele ediții ale Divinei Comedii au fost ilustrate de Sandro Botticelli ( a lucrat timp de zece ani pentru a ilustra fiecare din cele o sută de cânturi), Michelangelo, Rafael, iar în timpurile moderne de John Flaxman, William Blake, Gustave Doré, Jennifer Strange. Compozitorii Gioacchino Rossini și Robert Schumann au creat fantezii muzicale, iar Franz Liszt a compus poemul simfonic Dante. Divina Comedie a fost tradusă în peste 25 de limbi. Operele multor scriitori moderni au fost influențate de creația lui Dante: Ezra Pound, T.S.Elliot, Gabriele D'Annunzio, Paul Claudel și Anna Akhmatova.

## Divina Comedieîn limba română
Divina Comedie impune și prin perfecțiunea arhitecturii sale, supusă unor rigori geometrice și muzicale greu de egalat și de echivalat. Este un motiv în plus ca opera dantescă să constituie o veritabilă piatră de încercare pentru traducători. Prima traducere în limba română a operei lui Dante Alighieri a fost făcută de către Maria P. Chițu. Ea a publicat Infernul în anul 1883 și Purgatoriul în anul 1888.( vezi wikisource: Maria P. Chițu )
Transpunerea ei în limba română echivalează cu un imens pariu, fapt atestat de numele și de numărul celor care s-au încumetat în această întreprindere: Nicu Gane (Infernul (1906) în versuri alexandrine), George Coșbuc (1924-1932), Alexandru Marcu (Infernul (1932), Purgatoriul (1933), Paradisul (1934) - traducere în proză cu gravuri de Mac Constantinescu), Eta Boeriu (1965), Giuseppe Ciffareli, George Pruteanu și Marian Papahagi. Recent, Răzvan Codrescu a publicat traducerea „Infernului” (2006), cu text bilingv, note, comentarii, postfata si bibliografie la zi, la Editura Christiana din Bucuresti. Un loc aparte în cadrul acestor tălmăciri (unele rămase nefinalizate) îl ocupă traducerea realizată de poeta Eta Boeriu, în care, după cum constată criticul Ion Negoițescu, „poezia curge limpede și strălucitoare, pe albiile firești ale cuvântului românesc, ca printr-o natură pură și însorită”.